# Liste de personnalités liées à Paris

## Naissances célèbres à Paris
(classement par année de naissance)

### XVesiècle
Guillaume Budé, humaniste, né le 26 janvier 1468
François II de Rohan, évêque, né en 1480.

### XVIesiècle
Richelieu, cardinal et homme politique, ancien Principal ministre de Louis XIII, né le 28 septembre 1585

### XVIIesiècle
- Nicolas Fouquet, homme d'État, surintendant des finances, né le 27 janvier 1615
- Charles Le Brun, peintre, né en 1619
- Molière, dramaturge, né le 15 janvier 1622
- Madame de Sévigné, écrivaine, née le 5 février 1626
- Charles Perrault, écrivain et conteur, né le 12 janvier 1628
- François de Nesmond, évêque de Bayeux, né le 31 août 1629
- Madame de La Fayette, écrivaine, née le 18 mars 1634Nicolas Boileau, écrivain, poète et critique, né le 1er novembre 1636
- Louvois, ministre d'État de la Guerre de Louis XIV, né le 18 janvier 1641
- Marc-Antoine Charpentier, compositeur, en 1643
- Jean de La Bruyère, écrivain et moraliste, né le 16 août 1645
- Jules Hardouin-Mansart, architecte, né le 16 avril 1646
- François Couperin, compositeur, né le 10 novembre 1668
- Saint-Simon, écrivain, né le 16 janvier 1675
- Voltaire, écrivain et philosophe, né le 21 novembre 1694

### XVIIIesiècle
Jean D'Alembert, philosophe et mathématicien, né le 16 novembre 1717
Madame de Pompadour, favorite de Louis XV, née le 29 décembre 1721
Marquis de Sade, écrivain, né le 2 juin 1740
Jean-René Asseline, évêque, dernier évêque de Boulogne-sur-Mer, né le 1er avril 1742
Jacques-Louis David, peintre, né le 30 août 1748
Charles-Maurice de Talleyrand-Périgord, homme politique et diplomate, né le 2 février 1754
François-Jean Baudouin, auteur imprimeur et libraire, né le 18 avril 1759
Charles Percier, architecte, né le 22 août 1764
Julie Philipault, peintre, née 1780
Hippolyte Ganneron, homme politique et homme d'affaires, né le 22 mai 1792
Achille Chaper, ingénieur et homme politique, né le 5 mai 1795
Jean-Baptiste Corot, peintre, né le 17 juillet 1796
Jules Michelet, historien, né le 21 août 1798
Eugénie Desjobert, philanthrope, née le 3 mai 1800

### XIXesiècle
- 1801 - 1820

Émile Littré, lexicographe et philosophe, né le 1er février 1801
Alexandre-Gabriel Decamps, peintre, né le 3 mars 1803
Adolphe Adam, compositeur, né le 24 juillet 1803
Prosper Mérimée, écrivain et archéologue, né le 28 septembre 1803
Eugène Sue, écrivain, né le 26 janvier 1804
George Sand, écrivain, née le 1er juillet 1804
Alexis de Tocqueville, écrivain, historien et penseur politique, né le 29 juillet 1805
Napoléon III, Empereur des Français de 1852 à 1871, né le 20 avril 1808
Gérard de Nerval, poète, né le 22 mai 1808
Baron Haussmann, urbaniste et préfet de la Seine, né le 27 mars 1809
Alfred de Musset, écrivain, dramaturge et poète, né le 11 décembre 1810
Viollet-le-Duc, architecte, né le 27 janvier 1814
Eugène Labiche, dramaturge, né le 6 mai 1815
Victor Raulin, géologue, né le 8 août 1815
Eugène Pottier, poète, né le 4 octobre 1816
Charles Gounod, compositeur, né le 17 juin 1818
Aimé Samuel Forney, homme d'affaires et philanthrope, né le 2 janvier 1819
- 1820 - 1850

Nadar, photographe, né le 6 avril 1820
Charles Baudelaire, écrivain et poète, né le 9 avril 1821
Alexandre Augustin Célestin Bullier, sculpteur français né le 28 avril 1824
Charles Garnier, architecte, né le 6 novembre 1825
Victor Frédéric Verrimst, contrebassiste et compositeur, né le 29 novembre 1825
Gustave Moreau, peintre, né le 6 avril 1826
Lise Cristiani (1827-1853), musicienne et voyageuse française, y est née.
Jules de Goncourt, écrivain, né le 17 décembre 1830
Édouard Manet, peintre, né le 23 janvier 1832
Edgar Degas, peintre, né le 19 juillet 1834
Camille Saint-Saëns, compositeur, né le 9 octobre 1835
Virginia de Castiglione, espionne, aristocrate , pionnier de la photographie, née le 22 mars 1837
Georges Bizet, compositeur, né le 25 octobre 1838
Alfred Sisley, peintre, né le 30 octobre 1839
Jenny Sabatier, poétesse, née le 14 mars 1840
Émile Zola, écrivain, né le 2 avril 1840
Auguste Rodin, sculpteur, né le 12 novembre 1840
Claude Monet, peintre, né le 14 novembre 1840
Félix Faure, ancien Président de la République de 1895 à 1899, né le 30 janvier 1841
Nélie Jacquemart, peintre, collectionneuse et mécène, né le 25 juillet 1841
Stéphane Mallarmé, poète, né le 18 mars 1842
Sarah Bernhardt, comédienne, née le 22 septembre 1844
Anatole France, écrivain et critique littéraire, né le 16 avril 1844
Jean Casimir-Perier, ancien président de la République de 1894 à 1895, né le 7 novembre 1847
Jules Guesde, homme politique, né le 11 novembre 1847
Paul Gauguin, peintre, né le 7 juin 1848
Gustave Caillebotte, peintre, né le 19 août 1848
- 1850 - 1900

Vincent d'Indy, compositeur, né le 27 mars 1851
Louis Auguste Moreau, sculpteur, né le 23 avril 1855
Rudolf Diesel, ingénieur allemand, né le 18 mars 1858
Alexandre Millerand, ancien président de la République de 1920 à 1924, né le 10 février 1859
Pierre Curie, physicien, né le 15 mai 1859
Henri Bergson, philosophe, né le 18 octobre 1859
Georges Méliès, réalisateur, né le 8 décembre 1861
Pierre de Coubertin, historien, créateur des Jeux olympiques modernes, né le 1er janvier 1863
Paul Signac, artiste peintre paysagiste, né le 11 novembre 1863
Félix Fournery, peintre et illustrateur de mode, né le 13 mai 1865
Paul Dukas, compositeur, né le 1er octobre 1865
Jules Benoit-Lévy, peintre, né le 27 février 1866
Alice Moderno, écrivaine, militante féministe et défenseure des droits des animaux portugaise, née le 11 août 1867.
Gaston Leroux, écrivain, né le 6 mai 1868
André Gide, écrivain, né le 22 novembre 1869
Marcel Proust, écrivain, né le 10 juillet 1871
Paul Langevin, physicien, philosophe des sciences et pédagogue, né le 23 janvier 1872
Léon Blum, homme politique, ancien président du Conseil, né le 9 avril 1872
Fernand Gregh, poète et critique littéraire, membre de l'Académie française, né le 14 octobre 1873
Henry Février, compositeur, né le 2 octobre 1875
Anna de Noailles, poète et romancière, né le 15 novembre 1876
André Citroën, industriel et entrepreneur, né le 5 février 1878
Marie Goldschmidt, aéronaute française, née le 4 août 1880
Léonel de Moustier, Compagnon de la Libération, né le 5 février 1882
Maurice Dekobra, romancier, auteur dramatique, poète, né le 26 mai 1885
Alfred Touny, Compagnon de la Libération, né le 24 octobre 1886
Pierre Taittinger, industriel et homme politique, né le 4 octobre 1887
Jacques Trolley de Prévaux, Compagnon de la Libération, né le 2 avril 1888
Marcel L'Herbier, réalisateur, né le 23 avril 1888
Maurice Chevalier, chanteur et acteur, né le 12 septembre 1888
Marcel Dassault, ingénieur, entrepreneur et homme politique, né le 22 janvier 1892
Pierre Drieu la Rochelle, écrivain, né le 3 janvier 1893
Maurice Guillaudot, Compagnon de la Libération, né le 28 juin 1893
Robert Gerbaud, coureur cycliste, né le 24 juillet 1893 et décédé le 1er février 1977, à Paris
Jacques-Napoléon Faure-Biguet, écrivain, journaliste, biographe et auteur de romans policiers sous le pseudonyme de Jacques Decrest, né le 1er octobre 1893
Rémond Monclar, Compagnon de la Libération, né le 17 février 1894
Jean Renoir, cinéaste, né le 15 septembre 1894
Marcel Reynal, violoniste et pédagogue français, né le 19 septembre 1895
François Faure, Compagnon de la Libération, né le 21 février 1897
Noël-Noël, acteur, né le 9 août 1897
Irène Joliot-Curie, physicienne, née le 12 septembre 1897
Claude Bonnier, Compagnon de la Libération, né le 4 novembre 1897
Eugène Archambault, coureur cycliste né le 14 mai 1898 à Juigné-sur-Sarthe et mort le 22 novembre 1974 à Paris.
Louis Masquelier, Compagnon de la Libération, né le 9 mars 1898
Pierre Pène, Compagnon de la Libération, né le 10 mars 1898
Roger Dumont, Compagnon de la Libération, né le 17 mai 1898
Roger Gérard, Compagnon de la Libération, né le 17 mai 1898
Paul Jonas, Compagnon de la Libération, né le 8 juin 1898
Philippe Livry-Level, Compagnon de la Libération, né le 16 juin 1898
Francis Poulenc, compositeur et pianiste, né le 7 janvier 1899
Jean-Louis Chancel, Compagnon de la Libération, né le 25 août 1899
Jean Rémy, Compagnon de la Libération, né le 3 octobre 1899
Charles Lemmel, dessinateur, affichiste et illustrateur, né le 11 novembre 1899
Emmanuel d'Astier de La Vigerie, Compagnon de la Libération, né le 6 janvier 1900
Jean Nohain, animateur de télévision et parolier, né le 16 février 1900
Frédéric Joliot-Curie, physicien, né le 19 mars 1900
Marie-Roger Tassin, Compagnon de la Libération, né le 19 avril 1900
Robert Desnos, poète, né le 4 juillet 1900
Marcel Duhamel, éditeur (créateur de la Série noire chez Gallimard) et traducteur, né le 16 juillet 1900

### XXesiècle
- 1901 - 1920

Gaston Palewski, Compagnon de la Libération, né le 20 mars 1901
Alexandre Parodi, Compagnon de la Libération, né le 1er juin 1901
Raymond Souplex, acteur, dialoguiste, scénariste et chansonnier, né le 1er juin 1901
Maurice Prochasson, Compagnon de la Libération, né le 21 juillet 1901
Charles Serre, Compagnon de la Libération, né le 25 septembre 1901
Aimée Mortimer, chanteuse lyrique de l'opéra comique et animatrice de télévision, née le 19 octobre 1901
André Malraux, écrivain et homme politique, Compagnon de la Libération, né le 3 novembre 1901
André Gillois, écrivain, réalisateur, scénariste et, pendant la Seconde Guerre mondiale, porte-parole du général Charles de Gaulle à Londres, né le 8 février 1902
Gilbert Médéric-Védy, Compagnon de la Libération, né le 16 février 1902
Marcel Rochas, couturier et parfumeur, né le 24 février 1902
Georges Jouneau, Compagnon de la Libération, né le 23 avril 1902
Maurice Jourdan, Compagnon de la Libération, né le 8 août 1902
Jean Marcillac, écrivain, journaliste, historien, né le 16 octobre 1902
Jane Sourza, actrice et animatrice de radio, née le 1er décembre 1902
Pierre Brossolette, journaliste et homme politique socialiste, Compagnon de la Libération, né le 25 juin 1903
Gilbert Grandval, Compagnon de la Libération, né le 12 février 1904
Jules de Koenigswarter, Compagnon de la Libération, né le 7 mars 1904
André Bergeret, Compagnon de la Libération, né le 15 avril 1904
Paul Chenailler, Compagnon de la Libération, né le 6 mai 1904
Jean Gabin, acteur, né le 17 mai 1904
Pierre Olivier, Compagnon de la Libération, né le 12 juin 1904
Roger Féral, journaliste, écrivain, scénariste et auteur dramatique, né le 19 octobre 1904
Jean-Paul Sartre, philosophe et écrivain, né le 21 juin 1905
Jan Doornik, Compagnon de la Libération, né le 26 juin 1905
René Dary, acteur, né le 18 juillet 1905.
André Janney, Compagnon de la Libération, né le 9 septembre 1905
Jacques Renouvin, Compagnon de la Libération, né le 6 octobre 1905
Maurice Claisse, Compagnon de la Libération, né le 14 décembre 1905
Pierre Brasseur, acteur, né le 22 décembre 1905
Pierre Billotte, Compagnon de la Libération, né le 8 mars 1906
Jean Rosenthal, Compagnon de la Libération, né le 5 septembre 1906
René de Naurois, Compagnon de la Libération, né le 24 novembre 1906
Pierre Mendès France, homme politique, ancien président du Conseil, né le 11 janvier 1907
Pierre Lazareff, journaliste, patron de presse et producteur d'émissions de télévision, né le 16 avril 1907
Henri Amiel, Compagnon de la Libération, né le 17 mai 1907
Bernard Dupérier, Compagnon de la Libération, né le 13 juin 1907
André Favereau, Compagnon de la Libération, né le 4 juillet 1907
Georges-Louis Rebattet, Compagnon de la Libération, né le 19 juillet 1907
Adolphe Diagne, Compagnon de la Libération, né le 17 octobre 1907
Simone de Beauvoir, philosophe, féministe et écrivaine, née le 9 janvier 1908
Jacques Bingen, Compagnon de la Libération, né le 16 mars 1908
Pierre Louis-Dreyfus, Compagnon de la Libération, né le 17 mai 1908
Jean-Salomon Simon, Compagnon de la Libération, né le 5 juin 1908
Raymond Massiet, Compagnon de la Libération, né le 30 juillet 1908
René Poyen, acteur, né le 5 octobre 1908.
Françoise Dolto, pédiatre et psychanalyste, née le 6 novembre 1908
Raymond Leroy, Compagnon de la Libération, né le 3 novembre 1908
Simone Weil, philosophe, née le 3 février 1909
Marcel Carné, cinéaste, né le 18 août 1909
Claude Bourdet, Compagnon de la Libération, né le 9 octobre 1909
Juan-José Espana, Compagnon de la Libération, né le 10 décembre 1909
Geoffroy Frotier de Bagneux, Compagnon de la Libération, né le 27 décembre 1909
Claude Darget, journaliste et présentateur de télévision, né le 26 janvier 1910
Philippe Roques, Compagnon de la Libération, né le 7 février 1910
Roger Speich, Compagnon de la Libération, né le 25 avril 1910
Jean Volvey, Compagnon de la Libération, né le 15 juin 1910
Paulette Dubost, actrice, né le 8 octobre 1910
Augustin Jordan, Compagnon de la Libération, né le 10 décembre 1910
Jean-Pierre Aumont, acteur, né le 5 janvier 1911
Pierre Rougé, Compagnon de la Libération, né le 1er mars 1911
François Binoche, Compagnon de la Libération, né le 23 mars 1911
André Dewavrin, Compagnon de la Libération, né le 23 mars 1911
Maurice Schumann, homme politique, journaliste et académicien, Compagnon de la Libération, né le 10 avril 1911
André Postel-Vinay, Compagnon de la Libération, né le 4 juin 1911
Jacques Florentin, Compagnon de la Libération, né le 8 juillet 1911
Alexandre Gins, Compagnon de la Libération, né le 12 octobre 1911
Alexandre Ter Sarkissoff, Compagnon de la Libération, né le 14 décembre 1911
Michel Debré, homme politique, ancien Premier ministre, né le 15 janvier 1912
Claude Bouchinet-Serreulles, Compagnon de la Libération, né le 26 janvier 1912
Ginette Leclerc, actrice, né le 9 février 1912
Michel Maurice-Bokanowski, Compagnon de la Libération, né le 6 novembre 1912
Jean Gemähling, Compagnon de la Libération, né le 19 novembre 1912
Gabriel Brunet de Sairigné, Compagnon de la Libération, né le 9 février 1913
André Zirnheld, Compagnon de la Libération, né le 7 mars 1913
Jean Stetten-Bernard, dessinateur et résistant, né le 21 mars 1913
André Ballatore, Compagnon de la Libération, né le 7 avril 1913
Jacques Maillet, Compagnon de la Libération, né le 20 avril 1913
Jean Daurand, acteur, né le 21 juin 1913
Madame Soleil, astrologue, née le 18 juillet 1913
Robert Masson, Compagnon de la Libération, né le 19 janvier 1914
Georges Goychman, Compagnon de la Libération, né le 24 janvier 1914
Jean Dreyfus, Compagnon de la Libération, né le 8 février 1914
Jacques Robert-Rewez, Compagnon de la Libération, né le 2 avril 1914
Antoine Péronne, Compagnon de la Libération, né le 9 avril 1914
Emmanuel de Graffenried, pilote automobile suisse, né le 18 mai 1914
Daniel Dreyfous-Ducas, Compagnon de la Libération, né le 11 juin 1914
Gisèle Casadesus, actrice, née le 14 juin 1914
Jacques Bauche, Compagnon de la Libération, né le 26 juillet 1914
Jacques Menestrey, Compagnon de la Libération, né le 26 juillet 1914
Pierre Iehle, Compagnon de la Libération, né le 27 août 1914
Jean Pillard, Compagnon de la Libération, né le 29 septembre 1914
Jacques Branet, Compagnon de la Libération, né le 1er janvier 1915
Henri Rendu, Compagnon de la Libération, né le 19 janvier 1915
Renaud de Corta, Compagnon de la Libération, né le 2 février 1915
Robert Cunibil, Compagnon de la Libération, né le 3 février 1915
Jean-Pierre Berger, Compagnon de la Libération, né le 22 février 1915
Jacques Chaban-Delmas, homme politique, ancien Premier ministre, Compagnon de la Libération, né le 7 mars 1915
Étienne Schlumberger, Compagnon de la Libération, né le 20 mars 1915
Jacques Tayar, Compagnon de la Libération, né le 21 juillet 1915
Jacques Tartière, Compagnon de la Libération, né le 23 août 1915
André Boulloche, Compagnon de la Libération, né le 7 septembre 1915
Christian Girard, Compagnon de la Libération, né le 15 septembre 1915
Édith Piaf, chanteuse, née le 19 décembre 1915
Pierre Hautefeuille, Compagnon de la Libération, né le 23 juillet 1916
Bernard Barberon, Compagnon de la Libération, né le 26 août 1916
Jean de Bazelaire de Ruppierre, Compagnon de la Libération, né le 18 octobre 1916
François Bolifraud, Compagnon de la Libération, né le 5 février 1917
Stanislas Mangin, Compagnon de la Libération, né le 20 septembre 1917
Joël Le Tac, Compagnon de la Libération, né le 15 février 1918
Jean-François Clouët des Pesruches, Compagnon de la Libération, né le 31 mars 1918
Maurice Druon, homme politique et écrivain, né le 23 avril 1918
Patachou, chanteuse et actrice, née le 10 juin 1918
Claude Lamirault, Compagnon de la Libération, né le 12 juin 1918
Jean Achard, pilote automobile, né le 15 août 1918
Raymond Meyer, Compagnon de la Libération, né le 28 août 1918
Didier Béguin, Compagnon de la Libération, né le 14 décembre 1918
Jackie Sardou, actrice, née le 7 avril 1919
Gérard Oury, cinéaste, né le 29 avril 1919
Guy Lux, producteur et animateur de télévision, né le 21 juin 1919
Pierre Laureys, Compagnon de la Libération, né le 7 août 1919
André Valmy, acteur, né le 8 octobre 1919
Claude Raoul-Duval, Compagnon de la Libération, né le 22 octobre 1919
Pierre Doris, comédien et humoriste, né le 29 octobre 1919
Charles Rudrauf, Compagnon de la Libération, né le 7 décembre 1919
Lucien Limanton, Compagnon de la Libération, né le 14 décembre 1919
Julien Roger, Compagnon de la Libération, né le 17 décembre 1919
- 1920 - 1940

Michel Sauvalle, Compagnon de la Libération, né le 12 janvier 1920
Francis Ryck, écrivain, auteur de romans policiers et d'espionnage, né le 4 mars 1920
Jean de Tedesco, Compagnon de la Libération, né le 28 mars 1920
Serge Ravanel, Compagnon de la Libération, né le 12 mai 1920
Michel Audiard, dialoguiste et cinéaste, née le 15 mai 1920
Jean-Charles Bellec, Compagnon de la Libération, né le 21 mai 1920
André Bollier, Compagnon de la Libération, né le 30 mai 1920
Michel Boudier, Compagnon de la Libération, né le 8 juin 1920
Jean-Pierre Mallet, Compagnon de la Libération, né le 24 juin 1920
Jean Rousseau-Portalis, Compagnon de la Libération, né le 23 juillet 1920
Hubert Germain, Compagnon de la Libération, né le 6 août 1920
François de La Grange, journaliste et producteur, né le 20 août 1920
René Blanchard, Compagnon de la Libération, né le 10 septembre 1920
Jacques Sallebert, journaliste, né le 20 octobre 1920
Guy Flavien, Compagnon de la Libération, né le 12 novembre 1920
Gérard Théodore, Compagnon de la Libération, né le 28 novembre 1920.
Jean-Pierre Rosenwald, Compagnon de la Libération, né le 29 novembre 1920
Charles de Testa, Compagnon de la Libération, né le 10 décembre 1920
Robert Galley, Compagnon de la Libération, né le 11 janvier 1921
Eddie Barclay,  producteur de musique, né le 26 janvier 1921
Michel Carage, Compagnon de la Libération, né le 1er mars 1921
Claude Lepeu, Compagnon de la Libération, né le 3 mars 1921
Jacqueline Joubert, productrice, speakerine et présentatrice de télévision, née le 29 mars 1921
Christian Bonnet, homme politique, ministre de l'Intérieur (30/03/1977 au 22/05/1981) né le 14 juin 1921
Francis Blanche, auteur, acteur, chanteur et humoriste, né le 20 juillet 1921
Guy Tréjan, comédien, né le 18 septembre 1921
Henry Lévy-Finger, Compagnon de la Libération, né le 4 octobre 1921
Charles Gonard, Compagnon de la Libération, né le 11 octobre 1921
Claude Villedieu, journaliste, né le 30 octobre 1921
André Joriot, officier et résistant français du réseau Alliance pendant la Seconde Guerre mondiale, né le 3 novembre 1921
Roger Touny, Compagnon de la Libération, né le 28 janvier 1922
François Delimal, Compagnon de la Libération, né le 16 février 1922
André Moulinier, Compagnon de la Libération, né le 19 juin 1922
Micheline Presle, actrice, née le 22 août 1922
Marcel Mouloudji, auteur, compositeur, chanteur, peintre et acteur, né le 16 septembre 1922
Liliane Bettencourt, la plus riche femme de France et du monde, actionnaire de l'Oréal et fille d'Eugène Schueller, née le 21 octobre 1922
Alain Gayet, Compagnon de la Libération, né le 29 novembre 1922
Francis Bouygues, fondateur du groupe de BTP Bouygues, né le 5 décembre 1922
Jacques Capelovici, animateur de télévision, né le 19 décembre 1922
Yvonne Deslandres, conservatrice de musée et historienne, née le 8 février 1923
Claude Piéplu, acteur, né le 9 mai 1923
José Giovanni, écrivain, scénariste, réalisateur, né le 22 juin 1923
Maria Pacôme, actrice et  dramaturge, né le 18 juillet 1923
Jean de Herdt, judoka, né le 22 juillet 1923
Roger Pierre, acteur et humoriste, né le 30 août 1923
Léon Schwartzenberg, cancérologue, né le 2 décembre 1923
Zizi Jeanmaire, danseuse de ballet, chanteuse, meneuse de revue et actrice, né le 29 avril 1924
Charles Aznavour, chanteur et acteur, né le 22 mai 1924
Serge Dassault, ingénieur, industriel, homme d'affaires milliardaire et homme politique, né le 4 avril 1925
Jean d'Ormesson, écrivain, chroniqueur, journaliste, acteur et philosophe, né le 16 juin 1925
Françoise Bertin, actrice, née le 23 septembre 1925
Michel Bouquet, acteur, né le 6 novembre 1925
Michel Piccoli, acteur, producteur, réalisateur et scénariste, né le 27 décembre 1925
Robert Clary, acteur né le 1er mars 1926
Jeannette Hubert, réalisatrice de télévision né le 21 mai 1926.
René Goscinny, écrivain et scénariste de bande dessinée, né le 14 août 1926
Jean Poiret, acteur et réalisateur, né le 17 août 1926
Jean-Marie Lustiger, cardinal et académicien, né le 17 septembre 1926
Philippe Clay, acteur, né le 7 mars 1927
Jacques Pouchain, céramiste, peintre, sculpteur, né le 17 juin 1927
Claude Sarraute, journaliste et femme de lettres née le 24 juillet 1927
Roger Carel, acteur, né le 14 août 1927
André Gaillard, humoriste et acteur, né le 19 décembre 1927
Robert Hossein, acteur et metteur en scène, né le 30 décembre 1927
Jeanne Moreau, actrice et chanteuse, née le 23 janvier 1928
Pierre Tchernia, un réalisateur, un concepteur et un animateur d'émissions de télévision, né le 23 janvier 1928
Roger Vadim, réalisateur, scénariste, acteur, romancier et poète, né le 26 janvier 1928
Lazare Pytkowicz, Compagnon de la Libération, né le 29 février 1928
Robert Badinter, avocat, homme politique, ancien président du Conseil constitutionnel, né le 30 mars 1928
Serge Gainsbourg, chanteur, né le 2 avril 1928
Hubert Monteilhet, écrivain, né le 10 juillet 1928
Teddy Vrignault, humoriste et acteur, né le 22 novembre 1928
Hélène Carrère d'Encausse, historienne et femme politique née le 6 juillet 1929.
Daniel Wayenberg, pianiste et compositeur néerlandais, né le 11 octobre 1929
Jacqueline Huet, speakerine, actrice et chanteuse, née le 20 octobre 1929
Michel Lebrun, critique, scénariste, traducteur et auteur de romans policiers, né le 2 avril 1930
Michel Polac, journaliste et écrivain, né le 10 avril 1930
Jean Rochefort, acteur, né le 29 avril 1930
Henri Courtine, judoka né le 11 mai 1930
Marisol Escobar, artiste et sculptrice, née le 22 mai 1930
Claude Véga, imitateur, humoriste et comédien, né le 2 juin 1930
Barbara, chanteuse et écrivaine, née le 9 juin 1930
Odile Versois, actrice, née le 15 juin 1930
Claude Chabrol, cinéaste, né le 24 juin 1930
Christine Fabréga, actrice et animatrice de radio et de télévision française, née le 8 avril 1931
Anicet Le Pors, ministre communiste de 1981 à 1984, né le 28 avril 1931
Annie Girardot, actrice, née le 25 octobre 1931
François-Henri de Virieu, un journaliste, né le 18 décembre 1931
François Truffaut, cinéaste, né le 6 février 1932
Michel Legrand, musicien, compositeur, chanteur et arrangeur, né le 24 février 1932
Jean-Pierre Marielle, acteur, né le 12 avril 1932
Anouk Ferjac, actrice, née le 25 mai 1932
Jean-Pierre Cassel, acteur et danseur né le 27 octobre 1932
Jacques Chirac, homme politique, ancien président de la république et ancien maire de Paris, né le 29 novembre 1932
Sacha Distel, chanteur, né le 29 janvier 1933
Jean Becker, cinéaste, né le 10 mai 1933
Bernadette Chirac, femme politique, né le 18 mai 1933
Marc Pessin, graveur, éditeur et dessinateur, né le 27 mai 1933
Roman Polanski, comédien, metteur en scène et cinéaste, né le 18 août 1933
Jacques Séguéla, publicitaire, né le 23 février 1934
Claude Berri, cinéaste, né le 1er juillet 1934
Brigitte Bardot, chanteuse et actrice, née le 28 septembre 1934
Sylvie Joly, humoriste et actrice, née le 28 octobre 1934
Georges Perec, écrivain, né le 7 mars 1936
Popeck, acteur et comique, né le 18 mai 1936
Victor Lanoux, producteur, scénariste et dramaturge, né le 18 juin 1936
Michel Guyard, évêque émérite du Havre, né le 19 juin 1936
Henri Guybet, acteur, né le 21 décembre 1936
Guy Marchand, acteur, chanteur, musicien et écrivain, né le 22 mai 1937
Édith Scob, actrice, née le 21 octobre 1937
Claude Lelouch, réalisateur, producteur, scénariste et cadreur, né le 30 octobre 1937
Pierre Santini, comédien, metteur en scène et directeur de théâtre, né le 9 août 1938
Pierre Cangioni, journaliste sportif, né le 29 juillet 1939
Michel Chevalet, journaliste scientifique, né le 30 août 1939
- 1940 - 1950

Jean-Jacques Debout, auteur, compositeur et chanteur, né le 9 mars 1940
Arlette Laguiller, femme politique, née le 18 mars 1940
Pierre Albertini, judoka et dirigeant sportif français, né le 14 janvier 1942
Françoise Dorléac, actrice, née le 21 mars 1942
Eddy Mitchell, chanteur et acteur, né le 3 juillet 1942
Yves Mourousi, journaliste français de télévision et de radio, né le 20 juillet 1942
Gérard Rinaldi, chanteur, acteur et musicien, né le 19 septembre 1942
Henri Pescarolo, pilote automobile, né le 25 septembre 1942
André Vingt-Trois, cardinal, archevêque de Paris, né le 7 novembre 1942
Bernard Tapie, homme d'affaires, né le 26 janvier 1943
Georgina Dufoix, femme politique, née le 16 février 1943
Carlos, acteur et chanteur né le 20 février 1943
Jacques Dutronc, chanteur et acteur, né le 28 avril 1943
Johnny Hallyday, chanteur, né le 15 juin 1943
Catherine Deneuve, actrice, née le 22 octobre 1943
Françoise Hardy, chanteuse, née le 17 janvier 1944
Dominique Bromberger, journaliste, né le 24 mars 1944
Pierre Bachelet, chanteur, né le 25 mai 1944
Geneviève Grad, actrice, née le 6 juillet 1944
François Corbier, auteur-compositeur-interprète, poète et animateur de télévision, né le 17 octobre 1944
Coluche, humoriste et acteur, né le 28 octobre 1944
Pierre Arditi, acteur, né le 1er décembre 1944
Patrick Topaloff, animateur, acteur et chanteur, né le 30 décembre 1944
Bernard Rapp, journaliste, réalisateur de cinéma, écrivain, né le 17 février 1945
Claire Nadeau, actrice, née le 1er juin 1945
Pierre Lescure, journaliste, homme d'affaires, homme de radio et de télévision, né le 2 juillet 1945
David Michel, artiste ventriloque, né le 21 septembre 1945
Pascal Sevran, animateur de télévision et chanteur, né le 16 octobre 1945
Hervé Claude, journaliste, écrivain, né le 19 novembre 1945
Yann Arthus-Bertrand, écrivain et photographe, né le 13 mars 1946.
Alain Madelin, homme politique, né le 26 mars 1946
Catherine Allégret, actrice et écrivaine, née le 16 avril 1946
Laurent Fabius, homme politique, ancien Premier ministre, né le 20 avril 1946
Yves Lecoq, humoriste, né le 4 mai 1946
Georges Beller, animateur de télévision et acteur, né le 10 mai 1946
Christian Blachas, journaliste, écrivain, chef d'entreprise, producteur et animateur de télévision, né le 16 juin 1946
Hervé Vilard, chanteur, né le 24 juillet 1946
Christian Le Lann, syndicaliste français, né le 19 octobre 1946.
Gérard Holtz, journaliste sportif, né le 8 décembre 1946
C. Jérôme, chanteur, né le 21 décembre 1946
Patrick Vial, judoka, né le 24 décembre 1946
Michel Sardou, chanteur, né le 26 janvier 1947
Jacques Pradel, journaliste et animateur de télévision, né le 11 février 1947
Erik Orsenna, écrivain né le 22 mars 1947
Daniel Bilalian, journaliste, né le 10 avril 1947
Dominique Baudis, journaliste, écrivain et homme politique né le 14 avril 1947
Martin Lamotte, acteur, né le 2 juin 1947
Julien Clerc, chanteur, né le 4 octobre 1947
France Gall, chanteuse, née le 9 octobre 1947
Patrice Leconte, réalisateur, né le 12 novembre 1947
Alain Bashung, auteur, compositeur, chanteur, acteur et musicien né le 1er décembre 1947
Patrice Drevet, journaliste, homme politique et présentateur de télévision, né le 4 janvier 1948
Gérard Darmon, acteur, né le 29 février 1948
Guy Montagné, humoriste et acteur, né le 6 mars 1948
Dominique Chapatte, journaliste, animateur et producteur de télévision, né le 18 septembre 1948
Guy Konopnicki, journaliste et romancier, né le 29 septembre 1948
Daniel Guichard, chanteur et auteur, né le 21 novembre 1948
Laurent Voulzy, chanteur, né le 18 décembre 1948
Maxime Le Forestier, chanteur, né le 10 février 1949
Alain Chamfort, chanteur, né le 2 mars 1949
Alain Finkielkraut, philosophe, écrivain, essayiste et producteur de radio né le 30 juin 1949 
Yves Duteil, chanteur, né le 24 juillet 1949
Julien Lepers, présentateur de télévision, né le 12 août 1949
Sabine Azéma, actrice, née le 20 septembre 1949
- 1950 - 1960

Miou-Miou, actrice, née le 22 février 1950
Josiane Balasko, actrice, née le 15 avril 1950
Élie Chouraqui, réalisateur, scénariste et producteur de cinéma, né le 3 juillet 1950
Richard Berry, acteur, né le 31 juillet 1950
Martine Aubry, femme politique, Maire de Lille, née le 8 août 1950
Anémone, actrice et scénariste, née le 9 août 1950
Patrick Simpson-Jones, speakerin, présentateur de télévision et chanteur, né le 23 septembre 1950
Jean-Louis Borloo, homme politique, né le 7 avril 1951
Gérard Jugnot, acteur et producteur, né le 4 mai 1951
Jean-Jacques Goldman, chanteur, né le 11 octobre 1951
Fabrice Luchini, acteur, né le 1er novembre 1951
Patrick Sabatier, animateur de télévision, radio et producteur de télévision, né le 12 novembre 1951
Gilbert Montagné, chanteur, né le 28 décembre 1951
Corine Marienneau, chanteuse et bassiste, né le 7 mars 1952
Gisèle Lelouis, députée des Bouches-du-Rhône, née le 10 mars 1952
Thierry Le Luron, humoriste, chanteur et imitateur, né le 2 avril 1952
François Berléand, acteur, né le 22 avril 1952
Christian Clavier, acteur, scénariste et réalisateur né le 6 mai 1952
Renaud, chanteur, né le 11 mai 1952
Jean-Luc Lahaye, chanteur, né le 23 décembre 1952
Desireless, chanteuse, née le 25 décembre 1952
Richard Anconina, acteur, né le 28 janvier 1953
Patrick Montel, journaliste sportif, né le 15 février 1953
Isabelle Huppert, actrice, née le 16 mars 1953
Pierre d'Ornellas, archevêque de Rennes, né le 9 mai 1953
Béatrice Schönberg, journaliste et animatrice de télévision, née le 9 mai 1953
Dorothée, chanteuse et animatrice de télévision, née le 14 juillet 1953
Frédéric Norbert, acteur, chanteur, comédien de doublage et danseur français, né le 25 juillet 1953
Antoine de Caunes, acteur, animateur de télévision, humoriste, écrivain né le 1er décembre 1953
Richard Clayderman, pianiste, né le 28 décembre 1953
Laurent Broomhead, producteur, animateur de télévision et de radio, né le 5 février 1954
Louis Bertignac, musicien et guitariste, né le 23 février 1954
Didier Barbelivien, auteur, compositeur et interprète, né le 10 mars 1954
Nicolas Sarkozy, ancien Président de la République, né le 28 janvier 1955
Bertrand Renard, un animateur de télévision et un écrivain, né le 28 avril 1955
Valérie Mairesse, actrice, née le 8 juin 1955
Isabelle Adjani, actrice, née le 27 juin 1955
François Cluzet, acteur, né le 21 septembre 1955
Yo-Yo Ma, violoncelliste, né le 7 octobre 1955
Christine Lagarde, avocate et actuelle directrice générale du Fonds monétaire international (FMI), née le 1er janvier 1956
Christine Bravo, animatrice de télévision, née le 13 mai 1956
Michèle Bernier, humoriste et comédienne, née le 2 août 1956
Isabelle Morini-Bosc, journaliste spécialisé des médias, née le 1er octobre 1956
Thierry Beccaro, comédien et animateur de télévision, né le 19 octobre 1956
Régis Laspalès, humoriste et comédien, né le 25 février 1957
Catherine Frot, actrice, née le 1er mai 1957
Michel Cymes, médecin, chirurgien spécialisé dans l'ORL né le 14 mai 1957
Mgr Luc Ravel, évêque, évêque aux Armées françaises puis archevêque de Strasbourg, né le 21 mai 1957
Fred Vargas, écrivaine, née le 7 juin 1957
François Asselineau, haut fonctionnaire et homme politique, né le 14 septembre 1957
Ariane Carletti, animatrice, chanteuse et productrice de télévision, née le 4 novembre 1957
Christophe Dechavanne, animateur de télévision, né le 23 janvier 1958
Laurent Boyer, animateur de télévision et radio, né le 23 janvier 1958
Daniel Schneidermann, journaliste et écrivain, né le 5 avril 1958
Laurent Baffie, animateur de télévision, né le 18 avril 1958
Isabelle Mergault, actrice, réalisatrice, scénariste et dramaturge, née le 11 mai 1958
François Feldman, auteur, compositeur et chanteur née le 23 mai 1958
Pierre Sled, journaliste et dirigeant, animateur de télévision, né le 25 juillet 1958
Bernard Thibault, syndicaliste, ancien secrétaire général de la CGT, né le 2 janvier 1959
Pascal Légitimus, humoriste et acteur, né le 13 mars 1959
Patrick Dupond, danseur, né le 14 mars 1959
Luc Besson, cinéaste, né le 18 mars 1959
Yasmina Reza, écrivaine et comédienne, née le 1er mai 1959
Paul Borne, comédien, né le 5 juillet 1959
Rémy Sarrazin, musicien, comédien et producteur, né le 12 juillet 1959
Thierry Marx, cuisinier, né le 19 septembre 1959
Marc Alexandre, judoka, né le 30 octobre 1959
Antoine Duléry, acteur, né le 14 novembre 1959
Harlem Désir, homme politique, ancien président de SOS Racisme, né le 25 novembre 1959
- 1960 - 1980

Dominique Wilkins, joueur de basket-ball américain, né le 12 janvier 1960
Bruno Madinier,acteur, né le 18 mai 1960
Isabelle Martinet, journaliste et animatrice de télévision, née le 5 juin 1960
Laetitia Meignan, judoka, née le 25 juin 1960
Corynne Charby, actrice et chanteuse, née le 12 juillet 1960
Laurent Fignon, cycliste, né le 12 août 1960
Jean-François Zygel, pianiste improvisateur, compositeur, professeur d'écriture et d'improvisation, né le 23 novembre 1960
Frédéric Taddeï, journaliste, animateur de télévision et animateur de radio, né le 5 janvier 1961
Virginie Lemoine, humoriste et comédienne, née le 26 février 1961
Nicolas Dupont-Aignan, homme politique, né le 7 mars 1961
Axel Bauer, chanteur, compositeur, guitariste, né le 7 avril 1961
Élisabeth Borne, haute fonctionnaire, femme politique et Première ministre française, née le 18 avril 1961
Samy Naceri, acteur et producteur, né le 2 juillet 1961
Marina Carrère d'Encausse, médecin échographiste et journaliste française, née le 9 octobre 1961
Catherine Falgayrac, animatrice de télévision, née le 28 janvier 1962
Denis Jachiet, évêque de Belfort-Montbéliard, ancien évêque auxiliaire de Paris, né le 21 avril 1962
Gilles Bouleau, journaliste, né le 25 mai 1962
Marie Amar, artiste plasticienne et photographe, née le 31 octobre 1962
Marie-Claude Pietragalla, danseuse et chorégraphe, née le 2 février 1963
Pierre Ménès, journaliste sportif, né le 29 juin 1963
Alexandre Pesle, acteur, né le 18 août 1963
Élie Semoun, humoriste et acteur, né le 12 octobre 1963
Geraldine Seydoux, biologiste moléculaire et généticienne franco-américaine, née en 1964
Philippe Lelièvre, acteur, né le 21 janvier 1964
Yoshua Bengio, chercheur en intelligence artificielle et en apprentissage profond, né le 5 mars 1964
Charly Nestor, animateur de télévision et producteur, né le 10 avril 1964
Juliette Binoche, actrice, née le 24 juin 1964
Jean-Luc Delarue, animateur de télévision, né le 24 juin 1964
Bruno Solo, acteur, né le 23 septembre 1964
Khayam Turki, homme politique tunisien, né en avril 1965.
Vincent Moscato, animateur radio, comédien, humoriste, ancien rugby, né le 28 juillet 1965
Anne Roumanoff, humoriste et comédienne, née le 25 novembre 1965
Olivier Martinez, acteur, né le 12 janvier 1966
Richard Orlinski, sculpteur et musicien né le 19 janvier 1966
José Garcia, acteur et humoriste, né le 17 mars 1966
Guillaume de Tonquédec, acteur et lauréat du César du meilleur acteur dans un second rôle en 2013, né le 18 octobre 1966.
Hervé Mathoux, journaliste sportif, né le 6 novembre 1966.
Sophie Marceau, actrice, née le 17 novembre 1966
Vincent Cassel, acteur, né le 23 novembre 1966
Édouard Baer, acteur, réalisateur, producteur, scénariste, animateur de radio et animateur de télévision né le 1er décembre 1966
Mathieu Kassovitz, acteur, réalisateur, producteur et scénariste né le 3 août 1967.
David Guetta, Dj, producteur, compositeur, créateur et remixeur de musique né le 7 novembre 1967
Mathilde Seigner, actrice, née le 17 janvier 1968
Valérie Pascal, elle a été élue miss France 1986, et actrice, née le 21 mars 1968
Alain Bouzigues, acteur, né le 14 mai 1968
Olivier Truchot, journaliste, né le 16 juin 1968
Charlotte Valandrey, actrice et écrivaine, née le 29 novembre 1968
Nikos Aliagas, journaliste, animateur de télévision, animateur de radio, acteur, photographe et chanteur, née le 13 mai 1969
Armelle, comédienne et humoriste, née le 23 juillet 1969
Pascal Soetens, éducateur sportif, ceinture noire de kung fu wushu 4e dan et animateur de télévision de coaching familial, née le 18 octobre 1969
Alexia Laroche-Joubert, animatrice et productrice de télévision, née le 18 décembre 1969
Sandrine Quétier, animatrice de télévision, née le 30 décembre 1970
Emmanuel Levy, animateur de radio et de télévision, né le 26 février 1971
Guillaume Depardieu, acteur, né le 7 avril 1971
Lââm, chanteuse et actrice, née le 1er septembre 1971
Nathanaël de Rincquesen, journaliste et présentateur de télévision, né le 9 mars 1972
Ramzy Bedia, acteur et humoriste né, le 10 mars 1972
Judith Godrèche, actrice, scénariste, réalisatrice et écrivaine née, le 23 mars 1972
Marine Vignes, animatrice de télévision, née le 3 octobre 1972
Elsa Lunghini, chanteuse et actrice née le 20 mai 1973
Jonathan Lambert, humoriste, animateur de radio, animateur de télévision et acteur né le 24 juin 1973
Thomas Sotto, journaliste, animateur français de télévision et de radio, né le 2 juillet 1973
Guillaume Aldebert, simplement dit Aldebert, auteur-compositeur-interprète français, né le 7 juillet 1973
Moundir Zoughari, candidat de télé-réalité et animateur de télévision, né le 4 septembre 1973
Ary Abittan, humoriste et acteur, né le 31 janvier 1974
Julie Andrieu, présentatrice de télévision et critique gastronomique, née le 27 février 1974
Matthieu Delormeau, animateur de télévision, né le 5 mars 1974
Benoît Magimel, acteur, né le 11 mai 1974
Romain Duris, acteur, né le 28 mai 1974
Cyril Hanouna, animateur de télévision, humoriste et animateur de radio, né le 23 septembre 1974
Olivier Penard, compositeur français, né le 1er novembre 1974
Elsa Fayer, animatrice de télévision et de radio, journaliste, née le 9 novembre 1974
Marie Drucker, animatrice de télévision et animatrice de radio, née le 3 décembre 1974
Thomas Bangalter, musicien, chanteur, disc jockey (Daft Punk), né le 3 janvier 1975
Vincent Niclo, chanteur ténor et acteur, né le 6 janvier 1975
Abd al Malik, rappeur, auteur-compositeur-interprète, écrivain et réalisateur né le 14 mars 1975
Stephanie Szostak, actrice, née le 12 juin 1975
Jamel Debbouze, humoriste et acteur, né le 18 juin 1975
Julia Vignali, actrice, animatrice de télévision et présentatrice météo, née le 13 juillet 1975
Patricia Spehar, comédienne, née le 13 septembre 1975
Marion Cotillard, actrice, née le 30 septembre 1975
Vincent Desagnat, acteur, skateur et animateur de télévision et de radio, né le 9 mars 1976
Céline Lebrun, judokate, née le 25 août 1976
Virginie Ledoyen, actrice, née le 15 novembre 1976
Estelle Denis, journaliste, animatrice de télévision, née le 6 décembre 1976
Koxie, chanteuse de rap, née le 26 février 1977
Christina Goh, vocaliste et auteure-compositrice, née le 14 juillet 1977
Noémie de Lattre, actrice et auteure de théâtre, née le 11 août 1977
Virginie Guilhaume, animatrice de télévision, née le 30 novembre 1977
Yael Naim, chanteuse, née le 6 février 1978
Aurélie Saada, chanteuse, née le 4 août 1978
Thomas N'Gijol, humoriste comédien et réalisateur, né le 30 octobre 1978
Noom Diawara, comédien et scénariste, né le 26 décembre 1978
Max Boublil, humoriste, acteur et chanteur, né le 17 mai 1979
Caroline Ithurbide, journaliste, chroniqueuse et animatrice de télévision, née le 21 juillet 1979
Frédéric de Lanouvelle, aventurier et journaliste, née le 9 septembre 1979.
Lætitia Larusso, chanteuse, née le 11 octobre 1979
Dot Pierson, romancière, scénariste et réalisatrice, née le 27 octobre 1979
Tarek Boudali, acteur, scénariste et réalisateur, né le 5 novembre 1979
Guillaume Sentou, humoriste et comédien, né le 21 décembre 1979
- 1980 - 1990

Wendy Bouchard, journaliste, animatrice de radio et de télévision, née le 22 juin 1980
Eva Green, actrice, née le 5 juillet 1980
Amelle Chahbi, comédienne, auteure de théâtre et réalisatrice, née le 21 août 1980
Julie Zenatti, chanteuse, née le 5 février 1981
Louise Monot, actrice, née le 30 décembre 1981
Marilou Berry, actrice, né le 1er février 1982
Delphine Dussaux, pianiste classique, cheffe de chant et cheffe d'orchestre française, professeure au Conservatoire à rayonnement régional de Boulogne-Billancourt et lauréate du Ve Concours international de chant-piano Nadia et Lili Boulanger, née le 13 juillet 1982.
Clément Parmentier, humoriste et comédien, né le 30 septembre 1982
Marlène Schiappa, écrivaine, militante féministe et femme politique française, née le 18 novembre 1982
Mélanie Laurent, actrice, née le 21 février 1983
Virginie Chevalet, nageuse synchronisée, née le 1er décembre 1984
Amir Haddad, chanteur, représentant de la France à l'Eurovision 2016, né le 20 juin 1984
Sarah Stern, actrice, née le 19 novembre 1984
Black M, rappeur, né le 27 décembre 1984
Lacrim, rappeur, acteur et entrepreneur, né le 19 avril 1985
Amel Bent, actrice, danseuse et chanteuse, née le 21 juin 1985
Léa Seydoux, actrice, née le 1er juillet 1985
Camille Lellouche, actrice, humoriste et chanteuse, née le 10 juin 1986
DJ Snake, disc-jockey, compositeur et producteur de hip-hop et musique électronique, né le 13 juin 1986
Gaël Monfils, joueur de tennis, né le 1er septembre 1986
Kevin Razy, humoriste et comédien, né le 23 décembre 1987
Tamara Magaram, romancière française, née en janvier 1988.
- 1990 - 2000
- Camille Rowe-Pourcheresse, actrice et mannequin, née le 7 janvier 1990

Mamadou Sakho, footballeur, né le 13 février 1990
Emma Watson, actrice anglaise, née le 15 avril 1990
N'Golo Kanté, footballeur, né le 29 mars 1991
Benjamin Lecomte, footballeur, né le 26 avril 1991
Kev Adams, humoriste et acteur, né le 1er juillet 1991
Tony Yoka, boxeur, né le 28 avril 1992
Inès Reg, humoriste et stand-up, née le 20 juillet 1992
Alphonse Areola, footballeur, né le 27 février 1993
Vincent Lacoste, acteur, né le 3 juillet 1993
Adèle Exarchopoulos, actrice, née le 22 novembre 1993
Marie Lopez, dite EnjoyPhoenix, blogueuse, vidéaste spécialisée en mode, beauté et lifestyle, née le 18 mars 1995
Lucas Chatonnier, régatier français, né le 1er juillet 1995
Kingsley Coman, footballeur, né le 13 juin 1996
Marie-Eve Gahié, judokate française, née le 27 novembre 1996.
Léna Mahfouf, dite Léna Situations, vidéaste web et influenceuse, née le 19 novembre 1997
Kylian Mbappé, footballeur, né le 20 décembre 1998
Lily-Rose Depp, actrice et  mannequin, née le 27 mai 1999

## Décès célèbres à Paris
(classement par année de décès)
IVe siècle
XVe siècle
Le prêtre Jean Langlois, né à Ivry-sur-Seine, niant la présence réelle, est brûlé à Paris, pour avoir piétiné des hosties à Notre-Dame de Paris, († 27 juin 1493)
XVIe siècle
Edmond de La Fosse né en 1481 à Abbeville, écolier hérétique exécuté à la butte Saint-Roch à Paris pour avoir profané des hosties, († 25 août 1503)
Antoine Minard, magistrat français († 1559).
XVIIe siècle
Henri IV, roi de France de 1589 à 1610 (assassiné en 1610 par François Ravaillac)
Cardinal de Richelieu, cardinal et homme politique, ancien Principal ministre de Louis XIII, († 4 décembre 1642)
Vincent de Paul, né en 1581 à Pouy, prêtre, († 27 septembre 1660)
Blaise Pascal, né en 1623 à Clairmont, mathématicien, physicien, inventeur, philosophe, moraliste et théologien, († 19 août 1662)
Anne d'Autriche, reine de France et de Navarre, († 20 janvier 1666)
Molière, dramaturge, comédien et poète, († 17 février 1673)
Charles Le Brun, artiste peintre et décorateur, mort le († 12 février 1690)
Madame de La Fayette, femme de lettres et écrivaine, († 25 mai 1693)
Jean de La Fontaine, poète, († 13 avril 1695)
Jean Racine, poète et dramaturge considéré comme l'un des plus grands auteurs de tragédies de la période classique, († 21 avril 1699)
XVIIIe siècle
Charles Perrault, homme de lettres, célèbre pour ses Contes de ma mère l’Oye, († 16 mai 1703)
Sébastien Le Prestre de Vauban, ingénieur, architecte militaire, urbaniste, ingénieur hydraulicien et essayiste, († 30 mars 1707)
Nicolas Boileau, poète, écrivain et critique, († 13 mars 1711)
Antoine Coysevox, sculpteur, († 10 octobre 1720)
Marguerite de Rochechouart, religieuse érudite, († 23 octobre 1727)
Nicolas Coustou, religieuse érudite, († 1er mai 1733)
François Couperin, compositeur, organiste et claveciniste, († 11 septembre 1733)
Montesquieu, penseur politique, précurseur de la sociologie, philosophe et écrivain français des lumières, décédé à Paris le († 10 février 1755)
Saint-Simon, membre de la noblesse, célèbre pour ses mémoires qui racontent par le menu la vie à la Cour aux temps du roi Louis XIV et de la Régence, († 2 mars 1755)
Jean-Philippe Rameau, compositeur français et théoricien de la musique, († 12 septembre 1764)
Voltaire, écrivain et philosophe qui a marqué le XVIIIe siècle et qui occupe une place particulière dans la mémoire collective française et internationale, mort à Paris le († 30 mai 1778)
Jean le Rond D'Alembert, mathématicien, philosophe et encyclopédiste, († 29 octobre 1783)
Denis Diderot, écrivain, philosophe et encyclopédiste des lumières, à la fois romancier, dramaturge, conteur, essayiste, dialoguiste, critique d'art, critique littéraire et traducteur, († 31 juillet 1784)
Mirabeau, révolutionnaire français, ainsi qu’un écrivain, diplomate, franc-maçon, journaliste et homme politique († 30 mai 1791)
Louis XVI, roi de France et de Navarre, puis roi des Français, († 21 janvier 1793)
Marie-Antoinette d'Autriche, reine de France et de Navarre, († 16 octobre 1793)
Olympe de Gouges, femme de lettres et femme politique, († 3 novembre 1793)
Maximilien de Robespierre, conv entionnel, dictateur de fait pendant la Terreur, guillotiné le 10 thermidor an II, († 28 juillet 1794)
Louis XVII, fils des précédents, enfermé dans un cachot sur ordre de la Convention, puis mort de pédonculose et de tuberculose à l'âge de dix ans, le 24 prairial, an III, († 12 juin 1795)
Jean-Baptiste Pierre Dumas, né en 1727 à Orange, député de Vaucluse, représentant du tiers état, († 12 avril 1796)
XIXe siècle
Claude Périer, industriel, banquier et homme politique, fondateur-régent de la Banque de France, († 6 février 1801)
Joseph Cugnot, ingénieur militaire, connu pour avoir conçu et réalisé en 1771, le premier véhicule automobile jamais construit, († 2 octobre 1804)
Dazincourt, acteur, († 28 mars 1809)
Louis-Auguste Brun, peintre suisse, († 8 octobre 1815)
André Masséna, militaire, († 4 avril 1817)
Anne-Josèphe Théroigne de Méricourt, femme politique, († 23 juin 1817)
Jean-Nicolas Corvisart, médecin clinicien. Il fut notamment le médecin personnel de Napoléon, († 18 septembre 1821)
Abraham Breguet, horloger et physicien, († 17 septembre 1823)
Jacques de Vincens de Mauléon de Causans, marquis, représentant de la noblesse lors des états généraux, pour la principauté d'Orange, puis député de Vaucluse, († 14 avril 1827)
François XII de La Rochefoucauld, militaire et homme politique, scientifique et philanthrope, († 27 mars 1827)
Jean-François Champollion, égyptologue, († 4 mars 1832)
Gilbert du Motier de La Fayette, aristocrate d'orientation libérale, officier et homme politique († 20 mai 1834)
Charles-Maurice de Talleyrand-Périgord, homme d'état et diplomate, († 17 mai 1838)
Charles Percier, architecte néoclassique, († 5 septembre 1838)
Stendhal, écrivain, († 23 mars 1842)
Jean-Charles-Nicolas Brachard, sculpteur français († 11 novembre 1846).
Hippolyte Ganneron, homme politique et homme d'affaires († 23 mai 1847)
François-René de Chateaubriand, écrivain et homme politique. Il est considéré comme l'un des précurseurs du romantisme français et l'un des grands noms de la littérature française, (†  4 juillet 1848)
Juliette Récamier, femme d'esprit dont le salon parisien réunit, à partir du directoire et jusqu'à la monarchie de Juillet, les plus grandes célébrités du monde politique, littéraire et artistique, († 11 mai 1849)
Molitor, militaire, († 28 juillet 1849)
Frédéric Chopin, compositeur et pianiste, († 17 octobre 1849)
Honoré de Balzac, romancier, dramaturge, journaliste, éditeur, imprimeur, († 18 août 1850)
Louis Faure, ancien député des Hautes-Alpes, († 2 novembre 1850)
Gérard de Nerval, figure majeure du romantisme, († 26 janvier 1855)
Pietro Lanza, homme politique et patriote italien, († 27 juin 1855)
Antoine de Gratet du Bouchage, député de la Drôme, († 25 septembre 1855)
Adolphe Adam, compositeur, († 3 mai 1856)
Hippolyte Louis Joseph Olivier de Gérente, homme politique, ancien député de Vaucluse, († 7 mai 1856).
Alfred de Musset, poète et un dramaturge, († 2 mai 1857)
Eugène Delacroix, romancier et écrivain, († 13 août 1863)
Alfred de Vigny, poète, romancier, dramaturge et écrivain, († 17 septembre 1863)
Charles Baudelaire, poète, († 31 août 1867)
Alphonse de Lamartine, poète, romancier, dramaturge, prosateur et homme politique, († 28 février 1869)
Hector Berlioz, compositeur, chef d'orchestre, critique musical et écrivain, († 8 mars 1869)
Charles-Augustin Sainte-Beuve, critique littéraire et écrivain, († 13 octobre 1869)
Jules de Goncourt, écrivain, († 20 juin 1870)
François Grzymała, officier et écrivain polonais († 29 janvier 1871).
Comtesse de Ségur, femme de lettres et romancière, († 9 février 1874)
Pierre Larousse, pédagogue, encyclopédiste, lexicographe et éditeur. Il est surtout connu pour les dictionnaires qui portent son nom, († 3 janvier 1875)
Jean-Baptiste Camille Corot, peintre et graveur, († 22 février 1875)
Marie d'Agoult, femme de lettres et romancière, († 5 mars 1876)
Antoine-Jérôme Balard, pharmacien, († 30 mars 1876)
Aristide Boucicaut, entrepreneur et homme d'affaires († 26 décembre 1877)
Jacques Offenbach, compositeur et violoncelliste, († 5 octobre 1880)
Émile Littré, médecin, lexicographe, philosophe et homme politique, († 2 juin 1881)
Maurice Sidoine Storez, explorateur, († 26 décembre 1881)
Gustave Doré, peintre, († 23 janvier 1883)
Édouard Manet, peintre, († 30 avril 1883)
Victor Hugo, poète, dramaturge et écrivain, († 22 mai 1885)
Eugène Pottier, goguettier, poète et révolutionnaire, († 6 novembre 1887)
Eugène Labiche, dramaturge, († 22 janvier 1888)
Georges Eugène Haussmann, il l'a été préfet de la seine du 23 juin 1853 au 5 janvier 1870, († 11 janvier 1891)
Théodore de Banville, poète, dramaturge et critique dramatique, († 13 mars 1891)
Ernest Renan, écrivain, philologue, philosophe et historien, († 2 octobre 1892)
Antoine Chevandier, Député et sénateur de la Drôme, († 9 janvier 1893)
Jules Ferry, homme politique, († 17 mars 1893)
Guy de Maupassant, écrivain, († 6 juillet 1893)
Jules Lagneau, professeur de philosophie, († 22 avril 1894)
Paul Verlaine, écrivain, († 8 janvier 1896)
Jules Simon, philosophe et homme d'état, († 8 juin 1896)
Augustin Brichaut, numismate belge († 3 février 1897).
Alphonse Daudet, écrivain et auteur dramatique, († 16 décembre 1897)
Gustave Moreau, peintre, graveur, dessinateur et sculpteur, († 18 avril 1898)
Charles Garnier, architecte, († 3 août 1898)
Félix Faure, homme d'état et il était élu 7e président de la république française du 17 janvier 1895 jusqu'à sa mort le 16 février 1899, († 16 février 1899)
Joseph Bertrand, mathématicien et économiste, († 3 avril 1900)
Alexandre Falguière, sculpteur, († 19 avril 1900)
Alphonse Milne-Edwards, zoologiste, († 21 avril 1900)
Oscar Wilde, écrivain, († 30 novembre 1900)
XXe siècle
Sergent Ignace Hoff, héros du siège de Paris, († 25 mai 1902)
Louis Bizarelli, ancien sénateur et député de la Drôme, († 20 juin 1902)
Émile Zola, écrivain, († 29 septembre 1902)
Jean Baptiste Clément, chansonnier, († 23 février 1903)
Alexandre Augustin Célestin Bullier, sculpteur français († 17 juin 1903).
Bernard Lazare, critique littéraire, journaliste politique, anarchiste et polémiste, († 1er septembre 1903)
Pierre Curie, physicien, († 19 avril 1906)
Jean Casimir-Perier, homme d'état et il était 6e président de la république française du 27 juin 1894 au 16 janvier 1895, († 11 mars 1907)
Joseph Fayard, sénateur de la Drôme, († 28 janvier 1908)
Nadar, caricaturiste, écrivain, aéronaute et photographe, († 20 mars 1910)
Henri Poincaré, mathématicien, physicien, philosophe et ingénieur, († 17 juillet 1912)
Jean Jaurès, homme politique, († 31 juillet 1914)
Odilon Redon, peintre, dessinateur et graveur, († 6 juillet 1916)
Amédée Bollée, fondeur de cloches et fut un inventeur spécialisé dans le domaine de l’automobile, († 20 janvier 1917)
Edgar Degas, artiste peintre, graveur, sculpteur et photographe, († 27 septembre 1917)
Jules Lachelier, philosophe, († 26 janvier 1918)
Guillaume Apollinaire, poète et écrivain, († 9 novembre 1918)
Jeanne Hébuterne, artiste-peintre, († 25 janvier 1920)
Hortense Schneider, cantatrice, († 5 mai 1920)
Paul Deschanel, homme d'état et il était 11e président de la république française, († 28 avril 1922)
Marcel Proust, écrivain, († 18 novembre 1922)
Sarah Bernhardt, actrice, († 26 mars 1923)
Raymond Radiguet, écrivain, († 12 décembre 1923)
Gustave Eiffel, ingénieur et industriel métallurgiste, († 27 décembre 1923)
Gabriel Fauré, pianiste, organiste et compositeur, († 4 novembre 1924)
Jules-Théophile Boucher, sociétaire de la comédie française, († 26 novembre 1924)
Erik Satie, compositeur et pianiste, († 1er juillet 1925)
Max Linder, acteur et réalisateur, († 31 octobre 1925)
Élisabeth Lacoin, écrivaine française († 25 novembre 1929)
Georges Clemenceau, homme d'état, radical-socialiste, président du Conseil, († 24 novembre 1929)
Paul Géniaux, photographe, († 21 décembre 1929)
Jean-Marc Bel, explorateur et géologue († 16 janvier 1931)
Aristide Briand, homme politique et diplomate, († 7 mars 1932)
Paul Doumer, homme d'état et il était 14e président de la république française, († 7 mai 1932)
René Bazin, écrivain, juriste et professeur de droit, romancier, journaliste, historien, essayiste et auteur de récits de voyages, († 20 juillet 1932)
Anna de Noailles, poète et romancière, († 30 avril 1933)
Louis Lépine, avocat et homme politique, préfet de police de la seine, inventeur de la brigade criminelle et du concours lépine, († 10 novembre 1933)
Raymond Poincaré, homme d'état et il était le 10e président de la république française du 18 février 1913 au 18 février 1920, († 15 octobre 1934)
André Citroën, industriel et entrepreneur, († 3 juillet 1935)
Paul Signac, artiste peintre paysagiste, († 15 août 1935)
Pierre Coste, religieux catolique, historien et biographe († 29 décembre 1935)
Fulgence Bienvenüe, inspecteur général des ponts et chaussées. Il est, avec Edmond Huet, le père du métro de Paris, († 3 août 1936)
Pierre-Ernest Dalbouze, ingénieur, industriel et homme d'affaires († 27 novembre 1936)
Henri Delacroix, philosophe et psychologue, († 3 décembre 1937)
Maurice Ravel, compositeur, († 28 décembre 1937)
Georges Méliès, réalisateur, († 21 janvier 1938)
Jean-Vincent Scheil, assyriologue, († 21 septembre 1940)
Lucie Manvel, comédienne de théâtre, († 3 novembre 1943)
Pierre Brossolette, journaliste et homme politique socialiste, († 22 mars 1944)
Paul Langevin, physicien, philosophe des sciences et pédagogue, († 19 décembre 1946)
Albert Marquet, peintre, († 14 juin 1947)
Tristan Bernard, romancier et auteur dramatique, († 7 décembre 1947)
Albert Lebrun, homme d'état et 15e président de la république française, († 6 mars 1950)
Jules Berry, acteur et réalisateur, († 23 avril 1951)
Jean Camille Cipra,  artiste peintre tchèque († 1952)
Henri Serizier, Compagnon de la Libération, († 11 juin 1952)
Kiki de Montparnasse, chanteuse, danseuse, peintre et actrice, († 23 mars 1953)
Marcel Rochas, couturier et parfumeur, († 14 mars 1955)
Arthur Honegger, compositeur suisse, († 27 novembre 1955)
Jean-Joseph Moussaron, prélat catholique français et Juste parmi les nations, († 10 mars 1956)
Curnonsky, gastronome, humoriste et critique culinaire, († 22 juillet 1956)
Henry Février, compositeur, († 6 juillet 1957)
Sacha Guitry, dramaturge, acteur, metteur en scène, réalisateur et scénariste, († 24 juillet 1957)
Joseph Vassal, médecin militaire († 5 août 1867)
Marcelle Meyer, pianiste classique , († 17 novembre 1958)
Boris Vian, écrivain, poète, parolier, chanteur, critique, compositeur, peintre, ingénieur de l’École centrale, scénariste, traducteur, conférencier, acteur et musicien de jazz, († 23 juin 1959)
Gérard Philipe, acteur, († 25 novembre 1959)
Henri Vidal, acteur, († 10 décembre 1959)
Fernand Gregh, poète et critique littéraire, membre de l'académie française († 5 janvier 1960)
Ketty Lapeyrette, cantatrice contralto, († 2 octobre 1960)
Mado Robin, cantatrice soprano, († 10 décembre 1960)
Gaston Bachelard, philosophe des sciences et de la poésie, il est l'inventeur du concept de l'obstacle épistémologique, († 16 octobre 1962)
Paul Postaire, Compagnon de la Libération, († 31 octobre 1962)
Francis Poulenc, compositeur et pianiste, († 30 janvier 1963)
Robert Arnoux, acteur de cinéma et théâtre, († 13 mars 1964)
Maurice Prochasson, Compagnon de la Libération, († 7 août 1964)
Roger Féral, journaliste, écrivain, scénariste et auteur dramatique, († 5 octobre 1964)
Jacques Audiberti, auteur, romancier, d'essais, poèmes et critiques cinématographiques, († 10 juillet 1965)
Vincent Auriol, homme d'état et 16e président de la république de 1947 à 1954, († 1er janvier 1966)
Patricia Viterbo, actrice, († 10 novembre 1966)
Alphonse Juin, général d'armée, († 27 janvier 1967)
Suzette O'Nil, chanteuse et actrice, († 12 avril 1967)
Marcel Aymé, écrivain, dramaturge, nouvelliste, scénariste et essayiste, († 14 octobre 1967)
Julien Duvivier, réalisateur, († 29 octobre 1967)
Cassandre, graphiste, affichiste, décorateur de théâtre, lithographe, peintre et typographe († 17 juin 1968)
Jane Sourza, actrice et animatrice de radio, († 3 juin 1969)
Nicolas Abramtchik, homme politique et journaliste biélorusse, († 29 mai 1970)
Luis Mariano, chanteur d'opérette et acteur, († 14 juillet 1970)
Bourvil, chanteur, acteur et humoriste, († 23 septembre 1970)
Fernandel, chanteur, acteur, réalisateur et humoriste, († 26 février 1971)
Jean Lhuillier, résistant, Compagnon de la Libération, († 17 mai 1971)
Jim Morrison, chanteur, poète, leader des Doors, († 3 juillet 1971)
Maurice Chevalier, chanteur et acteur, († 1er janvier 1972)
Maurice Jourdan, résistant, Compagnon de la Libération, († 4 février 1972)
Raymond Souplex, acteur, dialoguiste, scénariste et chansonnier, († 22 novembre 1972)
Lucien Raimbourg, comédien, († 20 février 1973).
Georges Pompidou, homme d'état français, et il était président de la république française de 1969 à 1974, († 2 avril 1974)
Marcel Pagnol, écrivain, dramaturge, cinéaste et producteur, († 18 avril 1974)
Francis Blanche, auteur, acteur, chanteur et humoriste, († 6 juillet 1974)
Pierre Dac, humoriste, comédien et écrivain († 9 février 1975)
Mathieu Rogier, Compagnon de la Libération († 5 avril 1975)
Joséphine Baker, chanteuse, danseuse, actrice et meneuse de revue († 12 avril 1975)
Mike Brant, chanteur, († 25 avril 1975)
Guy Mollet, homme politique, († 3 octobre 1975)
Georges-Louis Rebattet, Compagnon de la Libération, († 19 mars 1976)
Raymond Queneau, romancier, poète, dramaturge, cofondateur du groupe littéraire Oulipo, († 25 octobre 1976)
Maria Callas, cantatrice soprano, († 16 septembre 1977)
Pierre Collet, acteur, († 30 octobre 1977)
René Goscinny, scénariste de bande dessinée et écrivain († 5 novembre 1977)
Jacques Grello, chansonnier et acteur, († 8 mars 1978)
Claude François, chanteur, († 11 mars 1978)
Aimée Mortimer, chanteuse lyrique de l'opéra comique et animatrice de télévision, († 13 avril 1978)
Jacques Mesrine, gangster, († 2 novembre 1979)
Marcel L'Herbier, réalisateur, († 26 novembre 1979)
Jean-Paul Sartre, philosophe et écrivain, († 15 avril 1980)
Jean Nohain, animateur et parolier, († 25 janvier 1981)
Romy Schneider, actrice, († 29 mai 1982)
Patrick Dewaere, comédien, († 16 juillet 1982)
Jean Girault, réalisateur et scénariste, († 24 juillet 1982)
Pierre Mendès France, homme politique, († 18 octobre 1982)
Jacques Tati, réalisateur, acteur et scénariste, († 4 novembre 1982)
Suzanne Belperron, joaillière, († 28 mars 1983)
Denise Glaser, productrice et présentatrice de télévision, († 7 juin 1983)
Roger Couderc, journaliste sportif, († 25 février 1984)
Jacques Monod, acteur, († 25 décembre 1985)
Simone de Beauvoir, philosophe, romancière, épistolière, mémorialiste et essayiste, († 14 avril 1986)
Wallis Simpson, duchesse de windsor, († 24 avril 1986)
Charles Santini, Compagnon de la Libération,† 18 mai 1986
Jacqueline Huet, speakerine, († 8 octobre 1986)
Robert Dalban, acteur, († 3 avril 1987)
Dalida, chanteuse, († 3 mai 1987)
Maurice Rolland, magistrat, Compagnon de la Libération († 14 janvier 1988)
Pierre Desproges, humoriste, († 18 avril 1988)
Christine Fabréga, actrice, animatrice de radio et de télévision, († 11 juin 1988)
Françoise Dolto, pédiatre et psychanalyste († 25 août 1988)
André Favereau, Compagnon de la Libération,† 7 février 1989
Guy Laroche, couturier et styliste, († 17 février 1989)
Marc Martin-Siegfried, général, Compagnon de la Libération, († 6 mars 1990)
Alice Sapritch, actrice et chanteuse, († 24 mars 1990)
Jacques Mouchel-Blaisot, résistant, Compagnon de la Libération, († 14 juillet 1990)
Jacques Demy, cinéaste, († 27 octobre 1990)
Raymond Oliver, cuisinier et écrivain, († 5 novembre 1990)
Alicia Gallienne, poétesse, († 24 décembre 1990)
Serge Gainsbourg, chanteur, († 2 mars 1991)
Jean-Pierre Nouveau, résistant, Compagnon de la Libération, († 28 octobre 1991)
Roger Touny, résistant, Compagnon de la Libération, († 20 novembre 1991)
Ginette Leclerc, actrice, († 2 janvier 1992)
Jacqueline Maillan, actrice, († 12 mai 1992)
Arletty, actrice, († 23 juillet 1992)
René Pleven, homme politique, ancien président du Conseil, († 13 janvier 1993)
Pierre Desgraupes, journaliste et dirigeant d'une chaîne de télévision, († 17 août 1993)
Jean-Louis Barrault, comédien, metteur en scène et directeur de théâtre, († 22 janvier 1994)
Luc Peire, peintre et graveur belge, († 7 février 1994)
Pierre Sabbagh, journaliste, réalisateur, producteur et animateur de télévision, († 30 septembre 1994)
Jules Muracciole, résistant français, Compagnon de la Libération, († 22 octobre 1995)
Léon Zitrone, journaliste, commentateur télévisé et animateur de télévision, († 25 novembre 1995)
François Mitterrand, président de la république de 1981 à 1995, et homme politique, († 8 janvier 1996)
Denise Grey, comédienne et chanteuse, († 13 janvier 1996)
Marguerite Duras, écrivaine, dramaturge, scénariste et réalisatrice († 3 mars 1996)
Madame Soleil, astrologue, († 27 octobre 1996)
Jean Nanterre, résistant, Compagnon de la Libération, († 13 novembre 1996)
Marcello Mastroianni, acteur, († 19 décembre 1996)
Robert Chapatte, coureur cycliste, journaliste sportif, († 19 janvier 1997)
Paul Préboist, acteur, († 4 mars 1997)
Jacques-Yves Cousteau officier de la Marine nationale française et explorateur océanographique, († 25 juin 1997)
Diana Spencer dite Lady Diana, princesse de Galles, († 31 août 1997)
Georges Marchais, Secrétaire général du parti communiste et député, († 16 novembre 1997)
Haroun Tazieff, ingénieur agronome, ingénieur géologue, ingénieur des mines, volcanologue et écrivain, († 2 février 1998)
Jackie Sardou, actrice, († 2 avril 1998)
Yves Mourousi, journaliste français de télévision et de radio, († 7 avril 1998)
Stéphane Sirkis, musicien, († 27 février 1999)
Paul Leistenschneider, résistant, Compagnon de la Libération, († 9 avril 1999)
Élie Kakou, humoriste et acteur, († 10 juin 1999)
Alain Gillot-Pétré, journaliste et présentateur météo à la télévision, († 31 décembre 1999)
Roger Vadim, réalisateur, scénariste, acteur, romancier et poète, († 11 février 2000)
C. Jérôme, chanteur, († 14 mars 2000)
Claude Sautet, scénariste et réalisateur, († 22 juillet 2000)
Igor Correa Luna, judoka et professeur d'art martial, († 12 octobre 2000)
Jacques Chaban-Delmas, homme politique, († 10 novembre 2000)
Louis Leprince-Ringuet, physicien et académicien, († 23 décembre 2000)
- XXIe siècle

Guy Tréjan, comédien, († 25 janvier 2001)
Philippe Léotard, comédien, poète et chanteur, († 25 août 2001)
Gilbert Bécaud, chanteur, compositeur et pianiste († 18 décembre 2001)
Jean-Paul Couturier, réalisateur et dessinateur († 12 avril 2002)
Yves Robert, acteur, réalisateur, scénariste et producteur († 10 mai 2002)
Daniel Gélin, comédien, réalisateur et scénariste, († 29 novembre 2002)
Sophie Daumier, comédienne, († 1er janvier 2004)
Ticky Holgado, acteur, († 22 janvier 2004)
Claude Nougaro, auteur, compositeur, chanteur, († 4 mars 2004)
André Gillois, écrivain, réalisateur, scénariste et dialoguiste († 18 juin 2004)
Karen Lancaume,  actrice pornographique, († 28 janvier 2005)
Simone Simon, actrice, († 22 février 2005)
Suzanne Flon, actrice, († 15 juin 2005)
Claude Piéplu, acteur, († 24 mai 2006)
Philippe Noiret, acteur, († 23 novembre 2006)
Abbé Pierre, prêtre catholique de l'ordre frères mineurs capucins, résistant, député, fondateur du mouvement Emmaüs et la Fondation Abbé-Pierre, († 22 janvier 2007)
Raymond Marcillac, journaliste et présentateur de télévision, († 13 avril 2007)
Jean-Pierre Cassel, acteur et danseur († 19 avril 2007)
Raymond Barre, économiste et homme politique, († 25 août 2007)
Henri Salvador, chanteur et humoriste, († 13 février 2008)
Yves Saint Laurent, grand couturier, († 1er juin 2008)
Claude Berri, cinéaste, († 12 janvier 2009)
Alain Bashung, auteur, compositeur, chanteur, acteur et musicien, († 14 mars 2009)
Filip Nikolic, chanteur et acteur, († 16 septembre 2009)
Pierre Doris, comédien et humoriste, († 27 octobre 2009)
Kalthoum Sarraï, auxiliaire de puériculture et animatrice de télévision, († 20 janvier 2010)
Patrick Topaloff, animateur, acteur et chanteur, († 7 mars 2010)
Bernard Giraudeau, acteur, réalisateur, scénariste, producteur de cinéma et écrivain, († 17 juillet 2010)
Bruno Cremer, acteur, († 7 août 2010)
Laurent Fignon, cycliste, († 31 août 2010)
Claude Chabrol, cinéaste, († 12 septembre 2010)
Jos De Cock, placticienne, († 10 octobre 2010)
Pierre-Luc Séguillon, journaliste de télévision, de presse écrite et de radio, († 31 octobre 2010)
Annie Girardot, actrice et chanteuse, († 28 février 2011)
Pierre Dumayet, un journaliste, scénariste et producteur français, († 17 novembre 2011)
Éric Charden, auteur, compositeur et chanteur, († 29 avril 2012)
Thierry Roland, journaliste sportif, un commentateur des matchs de football à la télévision, († 16 juin 2012)
Michel Polac, journaliste et écrivain, († 7 août 2012)
Christian Marin, acteur, († 5 septembre 2012)
Jacques Antoine, homme de télévision et radio, († 14 septembre 2012)
Pierre Mondy, comédien et  metteur en scène, († 15 septembre 2012)
Frank Alamo, chanteur, († 11 octobre 2012)
Georges Lautner, réalisateur et scénariste, († 22 novembre 2013)
Édouard Molinaro, réalisateur et scénariste, († 7 décembre 2013)
France Roche, journaliste, († 14 décembre 2013)
Dominique Baudis, journaliste, écrivain et homme politique, († 10 avril 2014)
Bernard Dupuy, prêtre catholique, artisan de l'œcuménisme, († 3 octobre 2014)
Jacques Chancel, journaliste et écrivain, († 22 décembre 2014)
Roger Hanin, acteur, réalisateur et écrivain, († 11 février 2015)
Sylvie Joly, humoriste et actrice, († 4 septembre 2015)
Danièle Delorme, actrice et productrice, († 17 octobre 2015)
Michel Galabru, acteur, († 4 janvier 2016)
Alain Decaux, écrivain, biographe, académicien, homme de télévision et de radio, († 27 mars 2016)
Michel Rocard, homme d'État, († 2 juillet 2016)
David Hamilton, photographe et réalisateur († 25 novembre 2016)
Simone Veil, femme politique, († 30 juin 2017)
Jeanne Moreau, actrice et chanteuse, († 31 juillet 2017)
Mireille Darc, actrice et réalisatrice, († 28 août 2017)
Gisèle Casadesus, comédienne, († 24 septembre 2017)
Jean Rochefort, acteur, († 9 octobre 2017)
France Gall, chanteuse, († 7 janvier 2018)
Serge Dassault, ingénieur, industriel, homme d'affaires milliardaire et homme politique, († 28 mai 2018)
Philippe Gildas, journaliste, animateur de télévision et animateur de radio, († 28 octobre 2018)
Ariane Carletti, animatrice, chanteuse et productrice de télévision, († 3 septembre 2019)
Jacques Chirac, haut fonctionnaire et homme d'État, († 26 septembre 2019)
Robert Clarke,  journaliste scientifique, producteur, animateur d’émissions de télévision et écrivain, († 13 octobre 2019)
Pierre Bénichou, journaliste, († 31 mars 2020)
Guy Bedos, acteur et humoriste, († 28 mai 2020)
Olivia de Havilland, actrice, († 26 juillet 2020)
Jean-Paul Belmondo, acteur, († 6 septembre 2021)
Bernard Tapie, homme d'affaires et homme politique, († 3 octobre 2021)
Étienne Mougeotte, journaliste, († 7 octobre 2021).
Hubert Germain, résistant et homme politique, dernier Compagnon de la Libération († 11 octobre 2021)
Jean-Pierre Pernaut, journaliste et présentateur de télévision, († 2 mars 2022)
Claude Véga, comédien, imitateur et humoriste, († 11 avril 2022)
Régine, chanteuse, actrice et femme d'affaires, († 1er mai 2022)
Charlotte Valandrey, actrice et écrivaine, († 13 juillet 2022)
Claude Sarraute, journaliste et femme de lettres, († 20 juin 2023)
Hélène Carrère d'Encausse, historienne et femme politique, († 5 août 2023)
Robert Badinter, homme politique, juriste et essayiste, († 9 février 2024)
Frédéric Mitterrand, écrivain, réalisateur, animateur de télévision et homme politique, († 21 mars 2024)
Jean-Luc Petitrenaud, critique gastronomique, chroniqueur, animateur de radio et de télévision, († 10 janvier 2025)
Jean-Louis Debré, homme d'État, († 4 mars 2025)
André Vingt-Trois, cardinal, archevêque de Paris († 18 juillet 2025)

## Célèbres résidents à Paris
(classement par année de naissance)
- IVe siècle
- XIIe siècle
- Abélard et Héloïse, couple d'amants célèbres.
- XIIIe siècle
- Rutebeuf, trouvère français.

- XIVe siècle
- Jean Buridan, philosophe français.
- XVe siècle
- Christine de Pizan, écrivaine française.
- François Villon, poète français.
- XVIe siècle

- Hélisenne de Crenne, écrivaine française.
- XVIIe siècle

- XVIIIe siècle

- XIXe siècle
- Victor Hugo, écrivain français
- Rachel Félix, tragédienne française
- XXe siècle
- Winnaretta Singer, Princesse Edmond de Polignac (43 avenue Georges-Mandel, 16e)
- Sarah Bernhardt, tragédienne française (56 boulevard Pereire,17e)
- Marie Curie, physicienne française
- Gabriel Fauré, pianiste, organiste et compositeur français (154 boulevard Malesherbes, 17e)
- Émile Driant, officier, homme politique et écrivain (47 avenue Georges-Mandel, 16e)
- Pearl White, actrice américaine (6 avenue Georges-Mandel, 16e)
- Christian Dior, couturier (6 avenue Georges-Mandel, 16e)
- Félix Houphouët-Boigny, président de la République de Côte d'Ivoire (40 avenue Georges-Mandel, 16e)
- Fernandel, comédien (avenue Foch, 16e)
- Louis de Funès est un acteur de cinéma français
- Joséphine Baker, meneuse de revue, chanteuse et actrice (a résidé à plusieurs reprises à Paris)
- Géori Boué, cantatrice française (boulevard Pereire, 17e)
- Maria Callas, cantatrice grecque (36 avenue Georges-Mandel, 16e)
- Mady Mesplé, cantatrice française (17e arrondissement)
- Olivia de Havilland est une actrice américaine
- Jacques Chancel, journaliste et écrivain (52 avenue Georges-Mandel, 16e)
- Mike Brant, chanteur (67 avenue Georges-Mandel, 16e)
- Yves Montand est un acteur de cinéma français
- Georges Brassens est un chanteur français
- Henri Génès est un acteur de cinéma français
- David Feuerwerker, rabbin français